# 非心t分布
非心t分布（ひしんティーぶんぷ、英: noncentric t-distribution）とは、確率分布と統計学におけるスチューデントのt分布を一般化したものである。
非心な統計母数、例えば「X の上位10パーセント値」のようなものの信頼区間を標本データだけに基いて計算するのに有用である。

## 非心t分布の特徴
Z は分散 1、平均 0 の正規分布 に従う確率変数 、V は自由度 νのカイ二乗分布に従いかつ、Z と独立な確率変数、μは実定数としたときに、
{\displaystyle T={\frac {Z+\mu }{\sqrt {V/\nu }}}}
が従う分布のことを「自由度ν、非心パラメーターμの非心t分布」と呼ぶ。μ=0の場合はt分布そのものである。この非心t分布においては（非心F分布等の他の多くの非心分布とは異なり）非心パラメータμは負の値であってもよい。

### 累積分布関数
この非心t分布の累積分布関数は、以下の式で与えられる。
{\displaystyle F_{\nu ,\mu }(x)={\begin{cases}{\tilde {F}}_{\nu ,\mu }(x),&{\mbox{if }}x\geq 0;\\1-{\tilde {F}}_{\nu ,-\mu }(x),&{\mbox{if }}x<0,\end{cases}}}
ここで、
{\displaystyle {\tilde {F}}_{\nu ,\mu }(x)=\Phi (-\mu )+{\frac {1}{2}}\sum _{j=0}^{\infty }\left[p_{j}I_{y}\left(j+{\frac {1}{2}},{\frac {\nu }{2}}\right)+q_{j}I_{y}\left(j+1,{\frac {\nu }{2}}\right)\right],}
{\displaystyle I_{y}\,\!(a,b)} は、正則化された不完全ベータ関数,
{\displaystyle y={\frac {x^{2}}{x^{2}+\nu }},}
{\displaystyle p_{j}={\frac {1}{j!}}\exp \left\{-{\frac {\mu ^{2}}{2}}\right\}\left({\frac {\mu ^{2}}{2}}\right)^{j},}
{\displaystyle q_{j}={\frac {\mu }{{\sqrt {2}}\Gamma (j+3/2)}}\exp \left\{-{\frac {\mu ^{2}}{2}}\right\}\left({\frac {\mu ^{2}}{2}}\right)^{j},}
であり、Φ は標準正規分布の累積分布関数である。
他の表現として、以下の書き方もできる。
{\displaystyle F_{v,\mu }(x)={\begin{cases}{\frac {1}{2}}\sum _{j=0}^{\infty }{\frac {1}{j!}}(-\mu {\sqrt {2}})^{j}e^{\frac {-\mu ^{2}}{2}}{\frac {\Gamma ({\frac {j+1}{2}})}{\sqrt {\pi }}}I\left({\frac {v}{v+x^{2}}};{\frac {v}{2}},{\frac {j+1}{2}}\right),&x\geq 0\\1-{\frac {1}{2}}\sum _{j=0}^{\infty }{\frac {1}{j!}}(-\mu {\sqrt {2}})^{j}e^{\frac {-\mu ^{2}}{2}}{\frac {\Gamma ({\frac {j+1}{2}})}{\sqrt {\pi }}}I\left({\frac {v}{v+x^{2}}};{\frac {v}{2}},{\frac {j+1}{2}}\right),&x<0\end{cases}}}
ここで、Γ は ガンマ関数 、I は、正則化された不完全ベータ関数である。

### 確率密度関数
この非心t分布の確率密度関数は
{\displaystyle f(t)={\frac {\nu ^{\nu /2}e^{-\nu \mu ^{2}/2(t^{2}+\nu )}}{{\sqrt {\pi }}\Gamma (\nu /2)2^{(\nu -1)/2}(t^{2}+\nu )^{(\nu +1)/2}}}}
{\displaystyle \times \int _{0}^{\infty }x^{\nu }\exp \left[-{\frac {1}{2}}\left(x-{\frac {\mu t}{\sqrt {t^{2}+\nu }}}\right)^{2}\right]\,dx}
ここで ν > 0 である。この確率密度関数の定義域は実数である。
非心t分布の平均および分散は
{\displaystyle \operatorname {E} \left[T\right]={\begin{cases}\mu {\sqrt {\frac {\nu }{2}}}{\frac {\Gamma ((\nu -1)/2)}{\Gamma (\nu /2)}}&\nu >1\\{\mbox{Does not exist}}&\nu \leq 1\end{cases}}}
{\displaystyle \operatorname {Var} \left[T\right]={\begin{cases}{\frac {\nu (1+\mu ^{2})}{\nu -2}}-{\frac {\mu ^{2}\nu }{2}}\left({\frac {\Gamma ((\nu -1)/2)}{\Gamma (\nu /2)}}\right)^{2}&\nu >2\\{\mbox{Does not exist}}&\nu \leq 2\end{cases}}.}

## 特別の場合
もしも μ = 0 の場合、非心t分布はt分布になる。

## 関連する分布
- もしも T が非心t分布にしたがう場合、Z = T2 とおくと Z は非心F分布（英語版）にしたがう。
- T が非心t分布にしたがう場合、{\displaystyle Z=\lim _{\nu \to \infty }T} とおくと、Z は正規分布にしたがう。

## 関連事項
- カイ二乗分布
- 非心F分布（英語版）
- 正規分布
- t分布

## 翻訳元
本記事は英語版ウィキペディア記事
- Noncentral chi-square_distribution. [:en] Wikipedia: Free Encyclopedia (English language), 14:14, 21 July 2007

からの抄訳に基づいて作成された。